# The Inbetweeners - Quasi maturi
The Inbetweeners - Quasi maturi è una serie televisiva statunitense del 2012 sviluppata da Brad Copeland per MTV, remake della omonima serie televisiva britannica, scritta e creata da Damon Beesley e Iain Morris. È stata mandata in onda in prima visione assoluta su MTV dal 20 agosto al 5 novembre 2012. Il 28 novembre 2012, a causa dei bassi ascolti ottenuti, la serie venne cancellata.

## Trama
La serie racconta di quattro ragazzi alle prese con il liceo, l'adolescenza e le ragazze.

## Episodi
| Stagione       | Episodi | Prima TV originale | Prima TV Italia |
| -------------- | ------- | ------------------ | --------------- |
| Prima stagione | 12      | 2012               | 2013            |

## Film
A luglio del 2012 è stato proposto il remake del film originale Finalmente maggiorenni, ma dopo la cancellazione della serie il progetto è stato accantonato.